# Motore Eco Energy
I motori Energy (da non confondersi con i motori "Energy" o Type E degli anni novanta) sono una famiglia di motori diesel e a scoppio prodotti a partire dal 2011 dalla joint-venture tra la Casa automobilistica francese Renault e la nipponica Nissan.

## Caratteristiche
Si tratta di una "famiglia trasversale" di motori, costituita cioè da unità motrici appartenenti a famiglie diverse, ma accomunate dal fatto di essere state progettate in funzione del massimo rendimento e del massimo risparmio energetico possibile. Tutti questi motori annoverano soluzioni in grado di contenere notevolmente i consumi e le emissioni inquinanti, pur non sacrificando le prestazioni delle vetture ad esse destinati.

A questa famiglia appartengono quattro motori:
- Motore R9M, turbodiesel da 1.6 litri e 130 CV (il primo motore Energy a debuttare);
- Motore K9K, turbodiesel da 1.5 litri e 110 CV;
- Motore H5Ft, motore a benzina turbo da 1.2 litri e 115 CV;
- Motore H4Bt, motore a benzina turbo da 0.9 litri e 90 CV.